# Michal Ďuriš
Michal Ďuriš (Uherské Hradiště, 1 juni 1988) is een Slowaaks profvoetballer die als aanvaller speelt.

## Clubcarrière
Ďuriš komt uit de jeugd van Banská Bystrica waar hij vijf jaar in het eerste team speelde. Vanaf 2010 speelde hij, eerst een jaar op huurbasis, 6,5 seizoenen voor Viktoria Plzeň waarmee hij in 2011, 2013 en 2016 landskampioen van Tsjechië werd. In het seizoen 2014/15 speelde hij op huurbasis voor Mladá Boleslav. In januari 2017 ging hij naar het Russische Orenburg dat uitkomt in de Premjer-Liga. In 218 ging hij naar Cyprus.

## Interlandcarrière
In 2012 debuteerde Ďuriš in het Slowaaks voetbalelftal. Hij maakte deel uit van de Slowaakse selectie op het Europees kampioenschap voetbal 2016.